# John Mehegan
John Mehegan (* 6. Junio 1920, Wethersfield (Connecticut); † 3. Abril 1984, New Canaan, Connecticut) fue un pianista de jazz, profesor y crítico estadounidense.

## Biografía
Mehegan nació en Hartford, Connecticut, y comenzó a tocar el piano a los cinco años. Aprendió de forma autodidacta, haciendo coincidir sus dedos con las notas que tocaba un vecino pianista. Su madre le dio clases de violín pero él se decantó por el piano. En 1941 llegó a Manhattan, donde vivió con su primera esposa, Doris y sus dos hijos Carey y Gretchen. Tuvo la oportunidad de tocar en el mítico Marie Crisis del club bohemio de Greenwich Village. En 1946, fue nombrado director del departamento de jazz en la Escuela de Música metropolitana de Nueva York. Escribió la música ambiental para la obra "Un tranvía llamado deseo", que se representaría en Broadway durante dos años, interpretada por él. A principios de los 50 tocaba en el honky-tonk piano de salón en la serie de televisión Gabby Hayes Show. Mehegan también tuvo un encuentro con la Comisión de Actividades Antiamericanas en el cual actuó como testigo si bien el no cooperar con las autoridades produciría efectos negativos en su carrera, limitando posibilidades a su carrera durante casi una década. También durante la década de 1950 Mehegan fue un asistente regular al el Festival de Música Tanglewood en Massachusetts. Luego ocupó puestos en la Juilliard School of Music de Nueva York y en la Universidad de Yale, además de escribir la crítica de jazz para el New York Herald Tribune.
Mehegan tocó el piano en solitario durante muchos años en la parrilla del compositor Ambassador Lounge, y el salón de la sala de Drake en Nueva York, así como el River Café en Brooklyn. También jugó en numerosos clubes en el suroeste de Connecticut, donde vivía con su tercera esposa y tres hijos.
Es autor de numerosos libros sobre jazz, incluyendo la serie Jazz Improvisation, que establece los principios básicos del jazz. Estos han sido traducidos a diecisiete idiomas y han sido publicados por todo el mundo.
El compositor estadounidense Leonard Bernstein dedicó una composición para piano a Mehegan en su colección Aniversarios Cuatro publicado en 1948. Marked agitato: scherzando, the piece, For Johnny Mehegan, conmemora el nacimiento de Mehegan el 6 de junio de 1920, aunque en realidad naciera cuatro años antes.

## Publicaciones
- Styles for the Jazz Pianist. New York: Sam Fox, 1957.
- Jazz Improvisation, Vol. 1: Tonal and Rhythmic Principles. New York: Watson-Guptill, 1959. ISBN 0823025713.
- The Jazz Pianist. Studies in the Art and Practise of Jazz Improvisation, Vol. 1–3. New York: Sam Fox, 1960.
- Jazz Preludes. New York: Sam Fox, 1962.
- Jazz Improvisation, Vol. 2: Jazz Rhythm and the Improvised Line. New York: Watson-Guptill, 1962. ISBN 0-8230-2572-1.
- Jazz Improvisation, Vol. 3: Swing and Early Progressive Piano Styles. New York: Watson-Guptill, 1964. ISBN 0-8230-2573-X.
- Jazz Improvisation, Vol. 4: Contemporary Piano Styles. New York: Watson-Guptill, 1965. ISBN 0-8230-2574-8.
- Improvising Jazz Piano. New York/London: Amsco Publ., 1985. ISBN 0-7119-0191-0.

## Discografía
- Chuck Wayne: The Guitar And Quintet Of Chuck Wayne (Savoy, 1954)
- Reflections (Savoy, 1955) Solos und Duos mit Kenny Clarke
- John Mehegan/Eddie Costa Trio: A Pair of Pianos (Savoy, 1955)
- The John Mehegan Trio/Quartet (Savoy, 1955)
- How I Play Jazz Piano (Savoy, 1956)
- Casual Affair (Request/Fresh Sound Records, 1959) mit Kenny Dorham, Chuck Wayne

## links
- Jazzdisco.org/Savoy Records